# Flora Groult
Flora Groult (* 23. Mai 1924 in Paris; † 3. Juni 2001) war eine französische Journalistin und Autorin.

## Leben
Flora Groult trat als Feministin mit ihren Werken für die Emanzipation der Frauen ein. Als Journalistin arbeitete sie beispielsweise für die Frauenzeitschrift Elle. Einige Werke hat sie in den Jahren von 1962 bis 1968 zusammen mit ihrer Schwester Benoîte Groult verfasst. Flora Groult starb im Alter von 77 Jahren an einem Herzinfarkt.

## Werke

### Als Alleinautorin
- Maxime ou la déchirure, 1972
- Mémoires de moi, 1975
- Un seul ennui, les jours racourcissent, 1977
- Ni tout à fait la même, ni tout à fait une autre, 1979
- Une vie n’est pas assez, 1981
- Le passé infini, 1984
  - deutsche Ausgabe: Das endlose Glück. Roman. Langen Müller, München 1985
- Tout le plaisir des jours est dans leur matinée, 1985
- Le temps s’en va, Madame, 1986
  - deutsche Ausgabe: Flüchtig ist der Augenblick. Erzählungen. Langen Müller, München 1988
- Marie Laurencin, 1987
  - deutsche Ausgabe: Marie Laurencin. Ein Leben für die Kunst. Droemer Knaur, München 1992
- Belle ombre, 1989
- Le coup de la reine d’Espagne, 1992
  - deutsche Ausgabe: Nichts widersteht der Liebe. Droemer Knaur, München 1994
- L’amour de..., 1995

### Mit Benoîte Groult
- 1962: Journal à quatre mains. Denoel, Paris
  - Deutsche Ausgabe: Tagebuch vierhändig. Eine Chronique intime (übersetzt von Ruth Uecker-Lutz und Brigitte Kahr). List, München 1965; Droemer Knaur TB 2997, München 1991, ISBN 3-426-02997-9.
- 1965: Le Féminin pluriel. Denoel, Paris
  - Deutsche Ausgabe: Juliette und Marianne. Zwei Tagebücher einer Liebe (übersetzt von Karin Reese), Desch, München 1966; Droemer Knaur TB 60082, München 1992, ISBN 3-426-60082-X (zusammen mit Das Haus auf dem Lande. von Fay Weldon, Originaltitel Puffball, übersetzt von Sybille Koch-Grünberg).
- 1968: Il était deux fois. Denoel, Paris
  - Deutsche Ausgabe: Es war zweimal (übersetzt von Gabriele Krüger-Wirrer). Droemer Knaur, München 1994, ISBN 3-426-65034-7.